# Staunton on Wye
Staunton on Wye – wieś i civil parish w Anglii, w hrabstwie Herefordshire. W 2011 civil parish liczyła 488 mieszkańców. Staunton on Wye jest wspomniana w Domesday Book (1086) jako Standune/Stantune.